# Caveman (инди-рок группа)
Caveman — американская инди-рок-группа, образовавшаяся в Бруклине  (Нью-Йорк) в 2011 году[уточнить]. 
В музыке группы присутствуют жанры инди-рок и инди-поп.
Первый студийный альбом коллектив записал в 2011 году; в 2012 году альбом был перезаписан на лейбле Fat Possum Records. 
Группа выступала на фестивалях South by Southwest (SXSW) и Sasquatch Festival.
Их клип на песню «In the City» был снят с участием актрисы Джулии Стайлз.

## Дискография
- «CoCo Beware» (2012)[8]
- «Caveman» (2013)[9]
- «Otero War» (июнь 2017)[10][11][12].

## Примечание
1. ↑  Caveman – "Never Going Back". Stereogum. 4 февраля 2016. Архивировано 8 октября 2017. Дата обращения: 11 ноября 2017.
2. ↑  Girlie Action (5 августа 2013). Дата обращения: 11 ноября 2017. Архивировано 5 августа 2013 года.
3. ↑  Archived from. the original. Архивировано 5 августа 2013 года.
4. ↑  SXSWfm Featured Artist: Caveman | SXSW 2013 (11 июня 2013). Дата обращения: 11 ноября 2017. Архивировано 11 июня 2013 года.
5. ↑  featured-artist-caveman. SXSW, 2013. /бита/. Архивировано 11 июня 2013 года.
6. ↑  Sasquatch! www.sasquatchfestival.com. Дата обращения: 11 ноября 2017. Архивировано из оригинала 5 ноября 2017 года.
7. ↑  Caveman Torture Julia Stiles in Hostile 'In the City' Video. Spin. 23 мая 2013. Архивировано 24 сентября 2015. Дата обращения: 11 ноября 2017.
8. ↑  Album Review: Caveman  Coco Beware. Consequence of Sound (англ.). 9 сентября 2011. Архивировано 18 ноября 2018. Дата обращения: 11 ноября 2017. {{cite news}}: C1 control character в |title= на позиции 23 (справка)
9. ↑  Caveman: Caveman Album Review | Pitchfork (англ.). pitchfork.com. Дата обращения: 11 ноября 2017. Архивировано 19 августа 2017 года.
10. ↑  Brooklyn Indie Rockers Caveman Return With 'Never Going Back' & Announce New LP 'Otero War'. Billboard. Архивировано 23 апреля 2018. Дата обращения: 11 ноября 2017.
11. ↑  Caveman: Otero War Album Review | Pitchfork (англ.). pitchfork.com. Дата обращения: 11 ноября 2017. Архивировано 19 августа 2017 года.
12. ↑  Album Review: Caveman – Otero War. Consequence of Sound (англ.). 20 июня 2016. Архивировано 19 августа 2017. Дата обращения: 11 ноября 2017.